# Rómulo Betancourt
Rómulo Ernesto Betancourt Bello (22 tháng 2 năm 1908 - 28 tháng 9 năm 1981; phát âm tiếng Tây Ban Nha: [romulo betaŋˈkuɾ]), được gọi là "Cha đẻ của nền Dân chủ Venezuela", là Tổng thống thứ 47 và 54 của Venezuela, phục vụ từ năm 1945 đến 1948 và một lần nữa từ năm 1959 đến năm 1964, đồng thời là lãnh đạo của Acción Democática, đảng chính trị nắm quyền chi phối Venezuela trong thế kỷ 20.
Betancourt, một trong những nhân vật chính trị quan trọng nhất của Venezuela, đã lãnh đạo một sự nghiệp đầy biến động và gây tranh cãi cao trong chính trị Mỹ Latinh. Thời kỳ lưu vong đã đưa Betancourt tiếp xúc với nhiều quốc gia Mỹ Latinh cũng như Hoa Kỳ, đảm bảo di sản của ông là một trong những nhà lãnh đạo quốc tế nổi bật nhất xuất hiện từ Mỹ Latinh trong thế kỷ 20. Các học giả tin rằng Betancourt là người Cha đẻ của nền dân chủ Venezuela hiện đại.